# Ulla Ekvall
Ulla Ekvall, född 1946, är professor emeritus i svenska språket vid Stockholms universitet. Hon disputerade 1990 med en avhandling om vad tradition och förnyelse betytt för utvecklingen av det lokala växtnamnsskicket på Gotland.

## Forskning
Ekvall har utöver växtnamnsforskning inriktat sitt arbete på textanalys av läroböcker, elevers skrivutveckling och pedagogiska frågor. Hon har bland annat analyserat lärobokstext i ett tvärvetenskapligt projekt som undersökt varför finlandssvenska elever lyckas bättre än svenska i kemi.